# Karin Schwiter

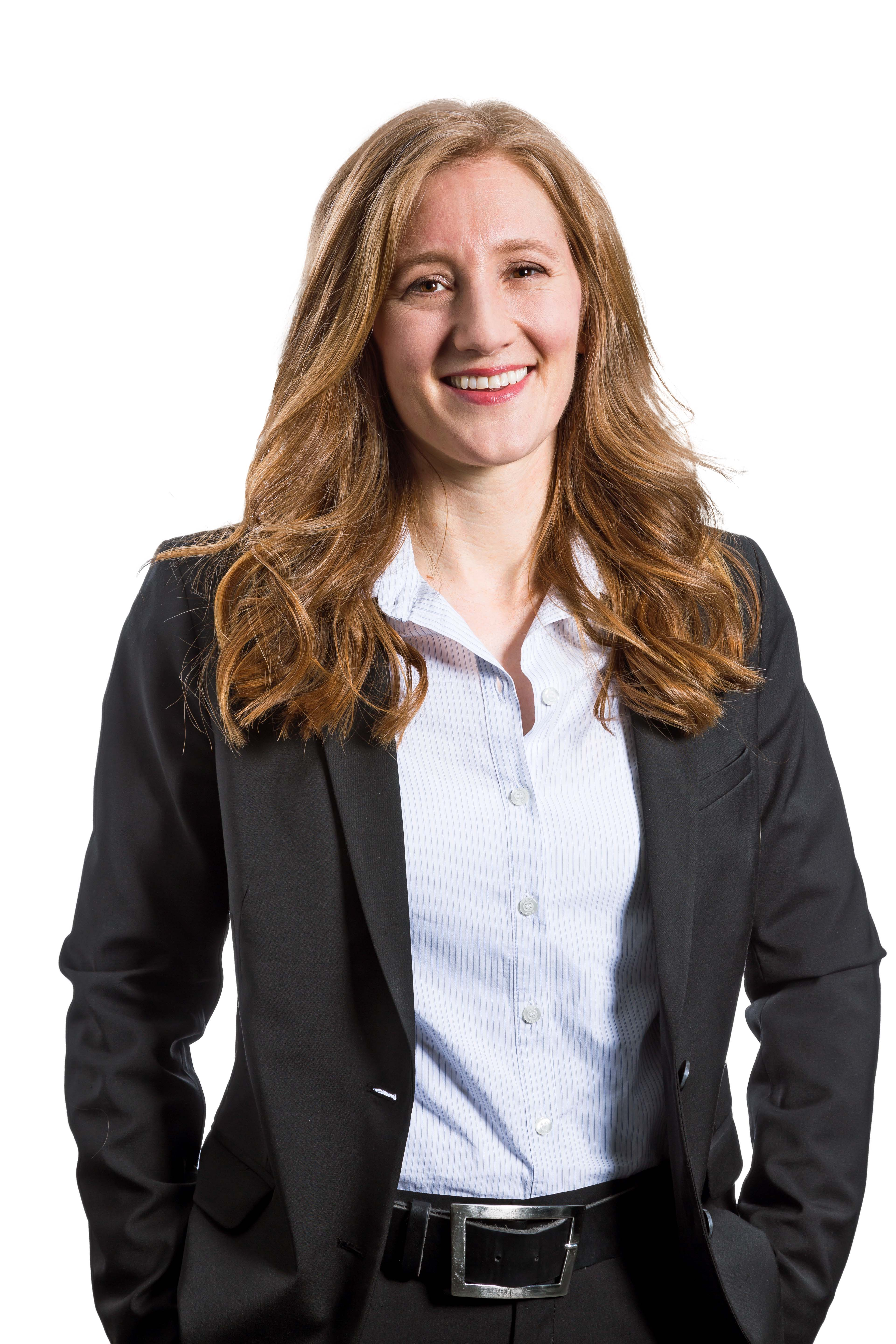
Karin Schwiter (2019)

Karin Schwiter (* 9. November 1977) ist eine Schweizer Politikerin (SP) und Assistenzprofessorin für Arbeitsgeographie an der Universität Zürich.

## Biografie
Karin Schwiter ist in Lachen (SZ) aufgewachsen. Sie studierte Geographie an der Universität Zürich und wurde 2010 an der Universität Basel in Soziologie promoviert. Als Postdoc gehörte sie der Forschungsgruppe von Andrea Maihofer an, die von Bundespräsident Johann Schneider-Ammann mit dem CORECHED-Preis Bildungsforschung 2016 ausgezeichnet worden ist. Von 2013 bis 2021 arbeitete sie als Forschungsgruppenleiterin und Privatdozentin in Wirtschaftsgeographie an der Universität Zürich. Auf August 2021 wurde sie von der Universität Zürich zur Assistenzprofessorin für Arbeitsgeographie berufen.
Schwiter wohnt in Lachen (SZ).

## Politik
Zwischen 2004 und 2018 politisierte Karin Schwiter im Schwyzer Kantonsrat. 2017/18 war sie dessen Präsidentin, als jüngste Frau in der Geschichte des Kantons Schwyz. Am Ende ihres Präsidialjahres trat sie aus dem Kantonsrat zurück. Im Jahr 2020 wurde Schwiter zur Vize-Präsidentin der SP Kanton Schwyz gewählt, im April 2021 zu deren Präsidentin.